# 島田次郎
島田 次郎（しまだ じろう、1924年（大正13年） - 2020年1月1日）は、日本の歴史学者、中央大学名誉教授、第11代中央大学経済研究所長。専攻は日本古代史・国文学。

## 経歴
東京都生まれ。1950年に東京文理科大学史学科国史学専攻を卒業。高校教諭などを経て、中央大学教授、中央大学経済研究所長（1988年 - 1991年）を歴任した。その間、1977年に「中世領主制の形成とその展開」で東京教育大学から文学博士を授与される。中央大学を退職し1995年名誉教授。

## 著書
- 『日本中世の領主制と村落』吉川弘文館 1985
- 『荘園制と中世村落』吉川弘文館　2001
- 『日本の大学総長制』中央大学出版部　2007

### 編著
- 『日本中世村落史の研究 摂津国豊島郡榎坂郷地域における』編　吉川弘文館　1966

### 記念論集
- 『経済学論纂』島田次郎教授古稀記念論文集　中央大学経済学研究会　1994

## 参考
- 島田次郎年譜及著作目録『経済学論纂』島田次郎教授古稀記念論文集
- 『日本の大学総長制』著者紹介
- 田中浩司「島田次郎氏の訃」『日本歴史』第867号、吉川弘文館、2020年、124頁。